# 遊山箱
遊山箱（ゆさんばこ）は、徳島県徳島市で生産される重箱。

## 概要
野山への行楽（遊山）や雛祭りの弁当箱として主に子どもたちが使った三段重ねの重箱。杢張りという木工技術を活かし塗装をしている。桃の節句や菖蒲の節句等に子供たちは山や海、野原へ遊山をする風習があり、その時に利用された。
古くは江戸時代のものもあり、徳島市内では昭和半ばまで使用されていた。近年では遊山箱の利用はほとんどなくなったが、徳島商工会議所を中心に遊山箱の伝統を復活させる活動が行われている。2017年に「おとなの遊山」をコンセプトに運行を開始したJR四国の観光列車・四国まんなか千年ものがたりの上り列車では、車内での食事サービスに遊山箱を使用している。

遊山箱に歴史あり
　今の吉野川市元は麻植郡と呼ばれ鎌倉の昔には阿波国天領麻殖保が在った。源頼朝は平康頼を麻殖保の保司に任じ同じ平を名乗る二人の者が行動を共にした。かって頼朝の父義朝は平治の乱に敗れ武門の習いとして頼朝（十三歳）や義経（一歳）等は皆殺される定めであったが平頼盛の母池の禅尼に命を助けられた。頼朝は伊豆蛭が小島に流罪となり義経は四歳になると母元を離され鞍馬寺に預けられた。源平の戦いに勝利した頼朝は池の禅尼から受けた恩義に報いたのである。
麻殖保では保庁や鐘楼が建てられ熊野権現が勧請され康頼が後白河法皇から賜与された閻浮壇金一寸八分の小さな千手観音を安置する寺として慈眼山玉林寺が建てられた。また前山の峠近くには鬼界山補陀洛寺が建てられ峠に到る道筋には子院の十二坊が建てられ俊寬や源平の乱で亡くなった者を源平の区別無く弔った。これらの建物は宮内省に属する木工寮の長官木工頭の指揮の下で都の最高の技術により建てられた。六坊に僧房があってこれらの寺を祀っていた。季候の良い季節には子供達も経験のある年長者と連れだってご馳走がいっぱい詰まった遊山箱を手に寺巡りをした、娯楽の少なかった時代には何よりの楽しみだった、遊山の山とは寺のことである。山は松の木で被われ薪採りや焚き付けとするこくばかきや秋には松茸狩りなどでにぎわっていた。単なる遊びだけではなく麻植保に万一のことがあれば自分達の力で守らねばならない、その為の体力作りも兼ねていた。これらの建物は後の戦国時代に長宗我部の兵火に総て焼かれその後は文字通りの遊山になった。その昔、康頼公が善政を・・・と森山小唄にも唄われている。